# Boríssovo (Vladímir)
|  | Per a altres significats, vegeu «Boríssovo». |

Boríssovo (en rus: Борисово) és un poble de l'óblast de Vladímir, a Rússia, segons el cens del 2010 tenia 475 habitants. Pertany al districte municipal de Múrom.